# Aleksandrovskaïa
Aleksandrovskaïa est une commune urbaine sous la juridiction de Saint-Pétersbourg.